# Der Untergang der Stadt Passau
 Der Untergang der Stadt Passau  (cu sensul de Căderea orașului Passau) este un roman științifico-fantastic post-apocaliptic - distopic al scriitorului german Carl Amery. A fost cel mai mare succes al său literar. Romanul a apărut în 1975 la editura Heyne în colecția acesteia Heyne Science Fiction & Fantasy nr. 3461. În prefața romanului, autorul declară că a fost inspirat de romanul Cantică pentru Leibowitz scris de Walter M. Miller, Jr. în 1960. Romanul lui Miller povestește despre evenimentele post-apocaliptice din SUA după un război nuclear global.
Când a fost creată lucrarea, Amery, care a fost activist de mediu, a fost sub impresiile unor evenimente reale ca de exemplu Criza petrolului din 1973, creșterea poluării și degradarea mediului, deficitul de materii prime asociate sau cauzate de schimbările sociale și politice.

## Prezentare
Romanul este scris retrospectiv din anul 2112. Partea principală a romanului are loc totuși aproape exclusiv în Passau și împrejurimile sale imediate în anul 2013.
În 1981 a avut loc o „epidemie“ nespecificată  care a lăsat foarte puținii supraviețuitori. Nu se știe care a fost cauza epidemiei, poate a fost pedeapsa lui Dumnezeu sau acțiunile unui om de știință nebun, dar epidemia a anihilat aproape întreaga omenire. Doar aproximativ 50.000 de persoane mai locuiesc în Europa. În zona fostei Germania, există doar grupuri mici de „fermieri“ sau de „nomazi“, de obicei formate din mai puțin de 50 de persoane. Orașele sunt devastate, cea mai mare parte a țării este sălbatică și în haos. Singura așezare majoră este orașul Passau. Este singurul oraș care încă funcționează în mod rezonabil pentru că are o administrație și un primar. Există chiar energie electrică în oraș, iar câteva tractoare încă se mai deplasează și alimentele sunt - aparent - în abundență. În afară de Passau, cel mai mare grup de persoane (mai puțin de 50 de persoane) locuiește în Rosenheim și în Ungaria.
Primarul din Passau este cunoscut de toată lumea ca „Scheff“, el a apărut în oraș în 1983, la doi ani după dezastru. De atunci, a început o nouă eră. El guvernează Passau în mod autocratic în stil feudal.
Într-un efort de a-și extinde puterea și de a face Passau mai puternic, el a făcut ca țăranii și nomazii din zona înconjurătoare să se mute în oraș. Motivul real, totuși, este altul: orașul singur nu va mai supraviețui mult timp, pentru că s-a hrănit cu rămășițele încă viabile ale civilizației înainte de ciumă. Orașul are nevoie de mai multe resurse alimentare, dar nu este capabil să și le producă singur.
Fermierii din zonă sunt exploatați de populația urbană, care dorește să trăiască în prosperitate - dar în detrimentul populației rurale.
Doi „emisari“ a ceea ce a fost cândva orașul Rosenheim și-au croit drum spre Passau pentru a vedea „slava orașului“, ei sunt primiți de „Scheff“. Un banchet care se pare că a fost dat în onoarea lor, se dovedește a fi o capcană care le amenință viața; Rosmer ar trebui eliminat, astfel încât Passau să poată ajunge la depozitele de sare. Cei doi ambasadori abia scapă. În următorii 100 de ani, conflictul a escaladat atât între Passau și Rosenheim cât și în interiorul orașului, între „Schulsii“ și „Gernothari“ descendenți ai lui „Scheffs“ și ceilalți. În anul 2112, acest conflict va duce în cele din urmă la "Bătălia pentru Passau". Călăreți cu arcuri și săgeți, Rosnemer și nomazii "maghiari", cuceresc orașul și, în final, îl distrug.

## Primire
Romanul a fost cel mai mare succes literar al scriitorului german Carl Amery.
În 2011, teatrul german, Comoedia Mundi, a pus în scenă piesa de teatru Creșterea și căderea piesei orașului Passau - Aufstieg und Fall der Stadt Passau.
Trupa de heavy-metal din Bayern Atlantean Kodex a adăugat pe albumul lor din 2013 The White Goddess cântecul „Der Untergang der Stadt Passau“.